# Carcharhinus cautus
Carcharhinus cautus är en hajart som först beskrevs av Gilbert Percy Whitley 1945.  Carcharhinus cautus ingår i släktet Carcharhinus och familjen revhajar. IUCN kategoriserar arten globalt som otillräckligt studerad. Inga underarter finns listade.